# Андрес Пастрана
Андрес Пастрана Аранґо (ісп. Andrés Pastrana Arango; нар. 17 серпня 1954) — колумбійський політик, тридцятий президент Колумбії.

## Біографія
Народився 1954 року в Боготі, в родині майбутнього президента Місаеля Пастрани. Вивчав право в Університеті Росаріо та Гарварді. Після того працював у журналістиці.
1982 року був обраний до складу міської ради столиці Колумбії. 1988 року його викрали бойовики Медельїнського наркокартелю, та вже за тиждень був звільнений. Того ж року його обрали мером Боготи. 1991 року став сенатором.
Програв свої перші президентські вибори 1994 року, втім за результатами виборів 1998 року все ж став головою держави. За свого врядування намагався вести перемовини з ліворадикальними угрупованнями, та успіху в тій справі не досягнув. Паралельно в серпні-вересні 1998 року займав пост генерального секретаря Руху неприєднання.
Від жовтня 2005 до липня 2006 року обіймав посаду посла Колумбії в США.